# Catharsius calaharicus
Catharsius calaharicus är en skalbaggsart som beskrevs av Hermann Julius Kolbe 1893. Catharsius calaharicus ingår i släktet Catharsius och familjen bladhorningar. Inga underarter finns listade.